# Xacal d'Etiòpia
El llop d'Etiòpia (Canis simensis) o xacal d'Etiòpia és el cànid més amenaçat d'extinció. Només viu als herbassars i les landes de tipus alpí d'Etiòpia. El seu nom comú és degut al fet que durant molt de temps es cregué que era un xacal, però actualment se sap que és més proper als llops.
A diferència de la majoria dels cànids grans, el llop etíop s'alimenta de rosegadors afroalpins amb requisits d'hàbitat molt específics. És un dels cànids més rars del món i el carnívor amb major perill d'extinció d'Àfrica.

## Taxonomia
Tot i ser confós per una espècie de xacal durant molt de temps, el llop etíop està dins d'un grup monofilètic del gènere canis amb espècies com ara el coiot o el llop gris.
Se'n reconeixen dues poblacions genèticament diferents considerades subespècies:
- C. s. simensis (Rüppell, 1840), la població del nord, de les muntanyes Guna que es considera funcionalment extinta.[3]
- C. s. citernii (de Beaux, 1922), la població del sud, de les muntanyes Bale, és la més nombrosa.

## Descripció[3]
És més gran que els xacals. Té una longitud de cap i cos d'uns 93-101 cm; l'alçada a l'espatlla, de 53-62 cm i la cua fa 29-40 cm. Pesa entre 14-19 kg en el cas dels mascles i 11-14 en les femelles.
Es caracteritza per ser de constitució prima, potes llargues i mosell llarg, fent-lo semblant a un coiot. Té el pelatge d'un color vermellós amb bandes blanques al ventre, al pit i a la part ventral del coll. Té les orelles grans i puntiagudes. Una cua gruixuda i espessa amb la base blanca i la punta negra.
Les cries tenen un pelatge color gris carbó amb tonalitats beix al pit i l'abdomen.

## Estat de conservació
És una de les espècies més amenacades del món. La IUCN (Unió Internacional per la Conservació de la Natura) la considera en perill d'extinció.
El rang actual de l'espècie es limita a set serralades aïllades a 3.000-4.500 m d'altitud, amb una població adulta total estimada en 360-440 individus el 2011, més de la meitat a les muntanyes de Bale.
Les amenaçes contra la seva supervivència son principalment la pèrdua d'hàbitat per l'agricultura de substistència a gran altitud,el pasturatge excessiu a les terres altes del bestiar domèstic, epizoòties, atropellaments i la caça.
El 2016, la companyia coreana Sooam Biotech ha reportat l'intent de clonar el xacal o llop etíop, emprant gosses com a mares, en un intent d'ajudar a la conservació de l'espècie.